# Pambikalbae
Pambikalbae é um gênero monoespecífico conhecido desde o Período Ediacarano do Sul da Austrália. Sua morfologia se assemelha à morfologia dos cnidários coloniais, como penas do mar ou sifonóforos.

## Descrição
Pambikalbae tinha um corpo largo em forma de frondose composto de várias pás que se estendiam de uma haste axial e contendo uma série de câmaras em série. Os espécimes de Pambikalbae encontrados até agora medem aproximadamente 20 a 30 cm de comprimento, com uma largura de 12 cm no ponto mais largo do corpo da frondose e 6,6 cm de largura no caule.

## Descoberta
Pambikalbae hasenohrae foi descoberta dentro de uma exposição fossilífera na propriedade pastoral de Nilpena, na cordilheira Flinders, no sul da Austrália. Pamela Hasenohr, uma geóloga amadora, encontrou e trouxe os fósseis de Pambikalbae à atenção de Richard Jenkins, pesquisador associado do South Australian Museum. Richard Jenkins e seu associado Chris Nedin coletaram cinco espécimes de Pambikalbae desta exposição e publicaram sua descrição do gênero em 2007. Nesta publicação, eles nomearam a espécie-tipo do gênero, P. hasenohrae, em homenagem a Pamela Hasenohr.

## Tafonomia
Os fósseis de hasenohrae de Pambikalbae consistem em moldes de superfície e moldes internos. É provável que as câmaras ocas desses espécimes estivessem parcialmente preenchidas com sedimentos antes de seus corpos inteiros serem enterrados, evitando que os corpos fossem totalmente achatados durante o sepultamento e preservando a estrutura tridimensional das partes internas e externas dos organismos originais. As areias litificadas que ocupam as partes ocas dos espécimes exibem finas laminações e divisões cruzadas em pequena escala, o que indica que os espécimes foram enterrados progressivamente, não instantaneamente. Esse sepultamento gradual pode ter criado tempo suficiente para que as correntes carregassem os sedimentos para as câmaras internas antes que todo o organismo fosse enterrado.

## Ecologia
Pambikalbae era provavelmente um alimentador de suspensão marinho bentônico, séssil e heterotrófico. As câmaras de Pambikalbae foram abertas ao ambiente externo, permitindo que a água entrasse e saísse livremente. Essas câmaras provavelmente eram revestidas com células flageladas ou cílios, que capturariam partículas detríticas de alimentos suspensas na água.